# Sven Thofelt
Sven Alfred Thofelt (Stoccolma, 19 maggio 1904 – Djursholm, 1º febbraio 1993) è stato un pentatleta e schermidore svedese.

## Palmarès
In carriera ha conseguito i seguenti risultati:
- Giochi olimpici:

Amsterdam 1928: oro nel pentathlon moderno.
Berlino 1936: argento nella spada a squadre.
Londra 1948: bronzo nella spada a squadre.
- Mondiali di scherma

1931 - Vienna: bronzo nella spada a squadre.
1933 - Budapest: bronzo nella spada a squadre.
1934 - Varsavia: bronzo nella spada a squadre.
1937 - Parigi: bronzo nella spada a squadre.
1938 - Piešťany: argento nella spada a squadre.
1947 - Lisbona: argento nella spada a squadre.